# Dorian Gregory
Dorian Gregory (Washington, 26 gennaio 1971) è un attore statunitense.
È noto per aver interpretato, per sette stagioni consecutive, il personaggio di Darryl Morris nella serie televisiva di successo Streghe.

## Biografia
All'età di nove anni si è trasferito con la famiglia a Los Angeles, in California. Dorian ha cominciato la sua carriera di attore recitando in vari telefilm come Beverly Hills 90210 e Baywatch Nights.
Il suo ultimo lavoro da attore risale al 2014 con la commedia romantica The Next Dance, diretta da Steve Snyder e con Sabrina Bryan.
Dorian è molto occupato nel sociale, dedicandosi al Jeopardy Program, promosso dal Dipartimento di Polizia di Los Angeles per i giovani a rischio, oltre ad essere il portavoce nazionale per la Juvenile Diabetes Research Foundation. Si occupa anche delle associazioni AIDS Project LA e Mothers Against Drunk Driving.
Ha un gruppo musicale insieme alla sorella Mercedes, chiamato MD Says, con il quale si è esibito anche in Europa.
Ha scritto due romanzi: Ashley Moore e Deep Deep Purple; inoltre, scrive opere teatrali e sceneggiature cinematografiche.

## Filmografia

### Cinema
- Fermati, o mamma spara (Stop! Or My Mom Will Shoot), regia di Roger Spottiswoode (1992) – non accreditato
- Equivoci d'amore (Andrew Gallerani), regia di Andrew Gallerani (1997)
- The Apocalypse, regia di Hubert C. de la Bouillerie (1997)
- Deliver Us from Eva, regia di Gary Hardwick (2003)
- Show Stoppers, regia di Barry Bowles (2008)
- Deceitful, regia di J. Horton (2013)

### Televisione
- Baywatch – serie TV, episodio 2x04 (1991) – non accreditato
- Gli amici di papà (Full House) – serie TV, episodio 5x08 (1991) – non accreditato
- La signora in giallo (Murder, She Wrote) – serie TV, episodio 8x08 (1991) – non accreditato
- Cin cin (Cheers) – serie TV, episodio 10x21 (1992) – non accreditato
- Sister, Sister – serie TV, episodio 2x11 (1995)
- The Wayans Bros. – serie TV, episodio 1x09 (1995)
- Hope & Gloria – serie TV, episodio 1x12 (1995)
- Beverly Hills 90210 – serie TV, episodio 6x01 (1995)
- Too Something – serie TV, episodio 1x05 (1995)
- The Barefoot Executive, regia di Susan Seidelman – film TV (1995)
- Living Single – serie TV, episodio 3x13 (1995)
- The Steve Harvey Show – serie TV, episodio 1x10 (1996)
- Baywatch Nights – serie TV, 17 episodi (1996-1997)
- Mr. Cooper – serie TV, episodi 4x17-5x12 (1996-1997)
- Lois & Clark - Le nuove avventure di Superman (Lois & Clark: The New Adventures of Superman) – serie TV, episodio 4x20 (1997)
- Pacific Blue – serie TV, episodio 3x05 (1997)
- Prey – serie TV, episodio 1x10 (1997)
- Moesha – serie TV, episodio 4x08 (1998)
- Streghe (Charmed) – serie TV, 72 episodi (1998-2005)
- Una famiglia del terzo tipo (3rd Rock from the Sun) – serie TV, episodio 4x20 (1999)
- Girlfriends – serie TV, episodio 4x03 (2003)
- The Bad Girl's Guide – serie TV, episodio 1x04 (2005)
- The Bernie Mac Show – serie TV, episodio 5x11 (2005)
- Getting Played, regia di David Silberg – film TV (2006)
- Las Vegas – serie TV, episodio 5x13 (2008)
- Senza traccia (Without a Trace) – serie TV, episodio 7x21 (2009)
- The Next Dance, regia di Steve Snyder – film TV (2014)
- Agents of S.H.I.E.L.D. – serie TV, episodio 3x21 (2016)

## Doppiatori Italiani
Nelle versioni in italiano dei suoi film, Dorian Gregory è stato doppiato da:
- Christian Iansante in Streghe